# Hydroeciodes cauta
Hydroeciodes cauta är en fjärilsart som beskrevs av William Schaus 1903. Hydroeciodes cauta ingår i släktet Hydroeciodes och familjen nattflyn. Inga underarter finns listade i Catalogue of Life.